# Miguel Utrilla (Chiapas)
Miguel Utrilla es una localidad del estado mexicano de Chiapas. Es parte del municipio de Chenalhó.

## Toponimia
El nombre de la localidad rinde homenaje a Miguel Utrilla, militar chiapaneco, gobernador de Chiapas de 1879 a 1883.

## Demografía
| Gráfica de evolución demográfica |
|                                  |

| Censo | Población |
| ----- | --------- |
| 1900  | 134       |
| 1910  | 595       |
| 1921  | 426       |
| 1930  | 42        |
| 1940  | 566       |
| 1950  | 903       |
| 1960  | 813       |
| 1970  | 793       |
| 1980  | 1 603     |
| 1990  | 1 065     |
| 2000  | 905       |
| 2010  | 1 113     |
| 2020  | 1 237     |